# Tabanus caligneus
Tabanus caligneus är en tvåvingeart som beskrevs av Philip 1974. Tabanus caligneus ingår i släktet Tabanus och familjen bromsar.
Artens utbredningsområde är Filippinerna. Inga underarter finns listade i Catalogue of Life.